# رون يونغ
رون يونغ (بالإنجليزية: Ron Young)‏ هو سياسي أمريكي، ولد في 20 أغسطس 1955 بكانتون في الولايات المتحدة. حزبياً، نشط في الحزب الجمهوري. وقد انتخب عضو مجلس نواب أوهايو عن دائرة Ohio State House district 61 ‏ (3 يناير 2011 – ) وانتخب عضو مجلس نواب أوهايو عن دائرة Ohio State House district 61 ‏ (3 يناير 1997 – 31 ديسمبر 2004).

## وصلات خارجية
- الموقع الرسمي